# The Magic of the Wizard's Dream
The Magic of the Wizard's Dream is een single van Rhapsody uitgebracht in 2005.
Het lied "The Magic of the Wizard's Dream" van het album Symphony of Enchanted Lands II: The Dark Secret werd heruitgebracht in 4 verschillende talen.
Ook staan er 2 nieuwe liedjes op het album.

## Inhoud
- The Magic of the Wizard's Dream (Engelse versie, duet met Christopher Lee en Fabio Lione)
- The Magic of the Wizard's Dream (Italiaanse versie, duet met Christopher Lee en Fabio Lione)
- The Magic of the Wizard's Dream (Franse versie, duet met Christopher Lee en Fabio Lione)
- The Magic of the Wizard's Dream (Duitse versie, duet met Christopher Lee en Fabio Lione)
- The Magic of the Wizard's Dream (orkestrale versie, duet met Christopher Lee en Fabio Lione)
- The Magic of the Wizard's Dream (originele versie)
- Autumn Twilight
- Lo Specchio D'Argento

## Artiesten
- Christopher Lee - vocalist
- Fabio Lione - vocalist
- Luca Turilli - gitarist
- Alex Staropoli - klavier
- Patrice Guers - bassist
- Alex Holzwarth - drummer
- Manuel Staropoli - fluitist